# المسيحية في موريشيوس

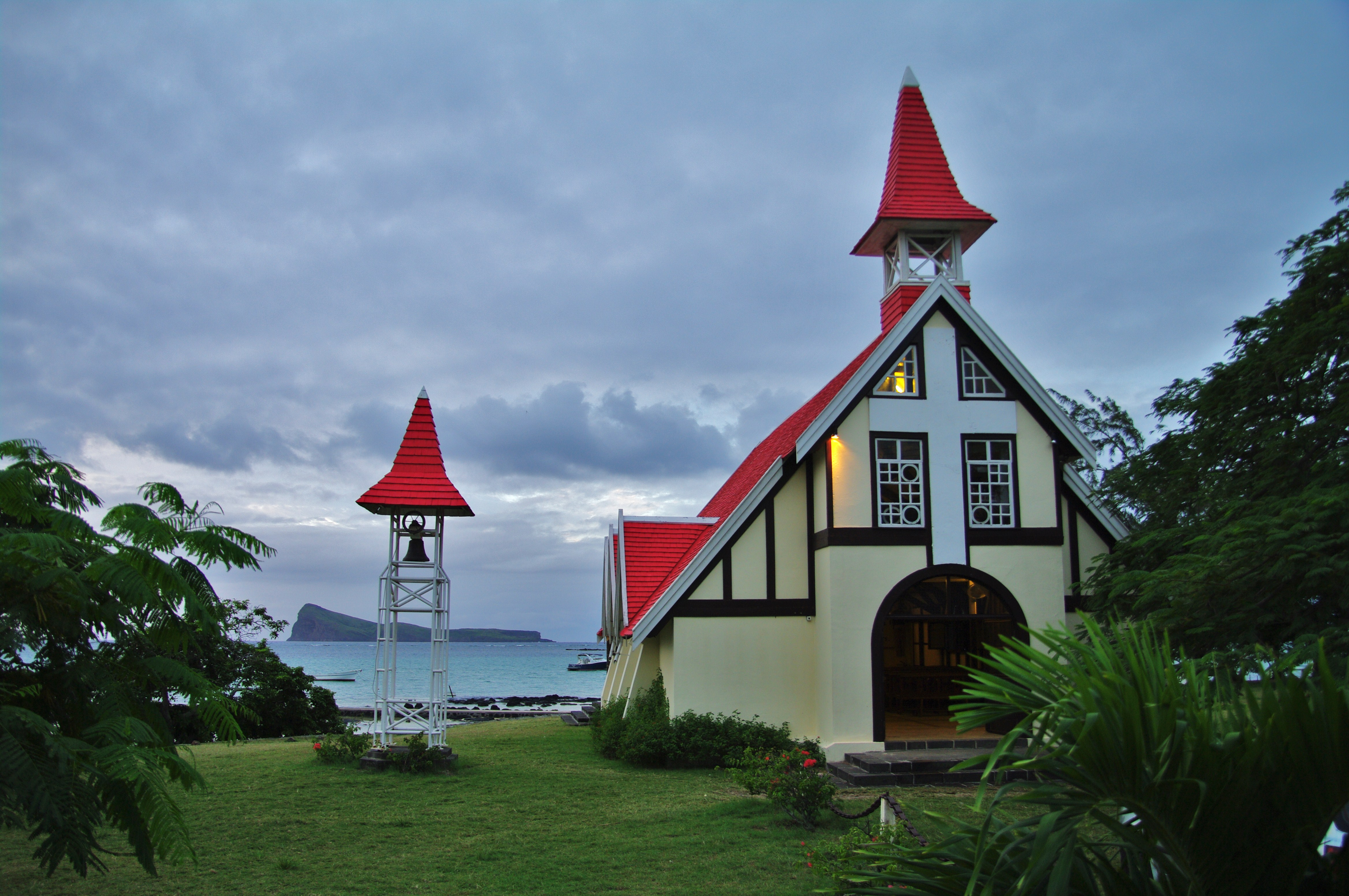
كنيسة النوتردام في بور لويس.

تُشكل المسيحية في موريشيوس ثاني أكثر الديانات انتشاراً بين السكان بعد الهندوسيَّة، ووصلت المسيحية إلى موريشيوس مع التجار والمستعمرين الهولنديين. وقد تخلت هولندا عن الجزيرة في عام 1710، وجلب الفرنسيين المسيحية مرة أخرى عندما وصلوا في عام 1715. منذ 1723، كان هناك قانون بموجبه على جميع العبيد القادمين إلى الجزيرة أن يُعَّمد وفقًا للطقوس الكاثوليكية. علمًا أنّ هذا القانون لم يتم التقيّد التام به. أثناء حروب نابليون، حاول البريطانيون تحويل موريشيوس إلى البروتستانتية خلال الأعوام 1840 إلى 1850. وفقاً لتعداد السكان عام 2011 بلغت نسبة المسيحيين حوالي 32.7% من مجموع السكان. وهي ثانية مجموعة دينية بعد الهندوس التي تبلغ نسبتهم 48% من السكان.
يتوزع المسيحيين في الجزيرة بين ثلاث مجموعات كبيرة وهي الفرنسيين الموريشيوسين والكريول والصينيين الموريشيوسين، ويُميل الكريول إلى أن يكونوا أكثر تقليديًا وأكثر تدينًا، وتبنَّى الكاثوليك الكريول العديد من عناصر الثقافة الكاثوليكية اللاتينيّة ومنها الصلاة في اللغة اللاتينية. وعلى النقيض من الوضع في البلدان الأفريقية الكاثوليكية الأخرى لا تعتبر المسيحية في موريشيوس دين أفريقي.

## تاريخ

### الحقبة الاستعمارية

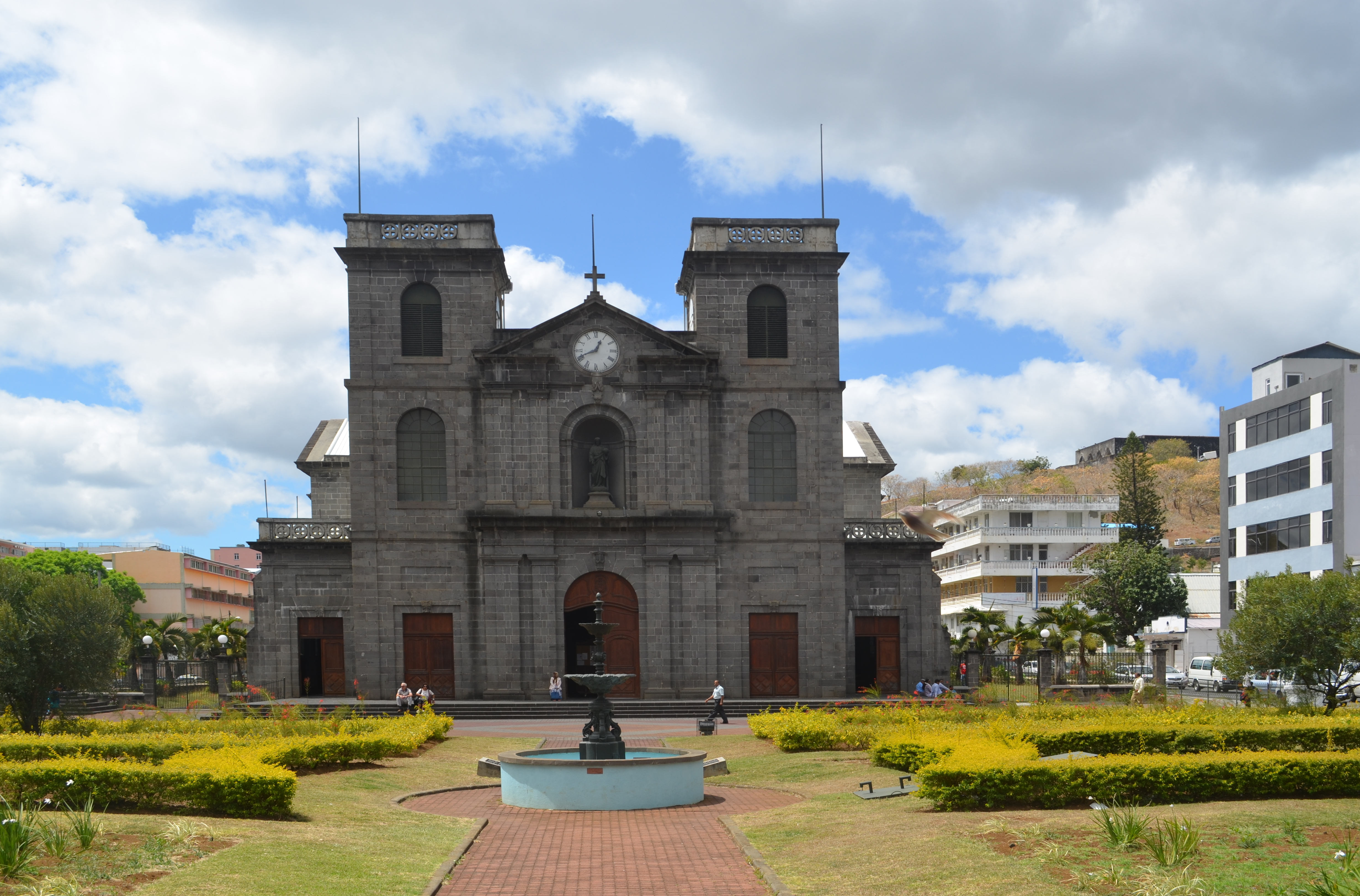
كنيسة القديس لويس في بور لويس.

وصلت المسيحية أولاً إلى موريشيوس من خلال التجار المستعمرين الهولنديين ووصل التقليد الإصلاحي البروتستانتي إلى الجزيرة في عام 1598، ومع ذلك ترك الهولنديين الجزيرة في عام 1710 مع تجلي الإمبراطورية الهولندية عن الجزيرة. جلب المستعمري الفرنسيين المسيحية مرة أخرى عندما وصلوا إلى الجزيرة عام 1715. ومنذ عام 1723 سنت السطات الإستعمارية قانون حيث أجبر العبيد القادمين إلى الجزيرة أن يُعمدوا حسب الطقوس الكاثوليكية. ويبدو أن هذا القانون لم يتم التقيد به بدقة. وخلال ديسمبر من عام 1810، وصل 11,500 جندي من المملكة المتحدة في سبعين سفينة إلى شمال إيل دو فرانس من رودريغز لتحييد الجزيرة من الفرنسيين ولمنعهم من استخدامها كقاعدة لمهاجمة الهند. وكان ديكان الحاكم الفرنسي، يتوقع وصول القوات في بور لويس لكنه فوجئ لرؤيتهم في إيل دو فرانس. واستسلم بسهولة بمقاومة رمزية في العاصمة. سمحت القوات البريطانية للجنود الفرنسيين بمغادرة البلاد وسمحت للمستوطنين بالبقاء. وتعهد البريطانيون بالحفاظ على قوانين الأرض والدين والعادات واللغة والممتلكات. خلال الحروب النابليونية حاول البريطانيين تحويل موريشيوس إلى البروتستانتية خلال عقد 1840 وعقد 1850. حظرت القوى الاستعمارية الأوروبية الاتّجار بالعبيد خلال النصف الأول من القرن التاسع عشر، وقامت الإمبراطورية البريطانية بحظر هذه الممارسات في العقود الأولى من القرن. ولكن ظلّ الطلب على العمولة الرخيصة ذات الشدة العالية في المزارع الاستعمارية المتخصصة بمحاصيل قصب السكر والقطن والتبغ وغيرها من المنتجات الزراعية المدرة للأموال في تزايد مستمر. واستعاضت الإمبراطورية البريطانية عن العبيد الأفارقة بالعمولة المأجورة القادمة من الهند.
كان المأجورون الذين أُحضروا من الهند من معتنقي الهندوسية بالإضافة إلى وجود بعض المسيحيين والمسلمين في عدادهم. وخضعوا جميعاً لعقود عمالة مأجورة طويلة الأمد ربطتهم بالأشغال القسرية لفترات محددة ثابتة. غادرت أولى السفن التي حملت على متنها هؤلاء العمال المأجورين من الهند عام 1836. وقد دخلت الكنيسة الأنجليكانية موريشيوس من خلال البريطانيين من 1810 وفي العصر الحديث، هو جزء من المقاطعة الكنسيَّة للمحيط الهندي وتضم ستة عشرة أبرشية وحوالي 12 كاهن وذلك اعتباراً من عام 2001.

### الوضع الحالي

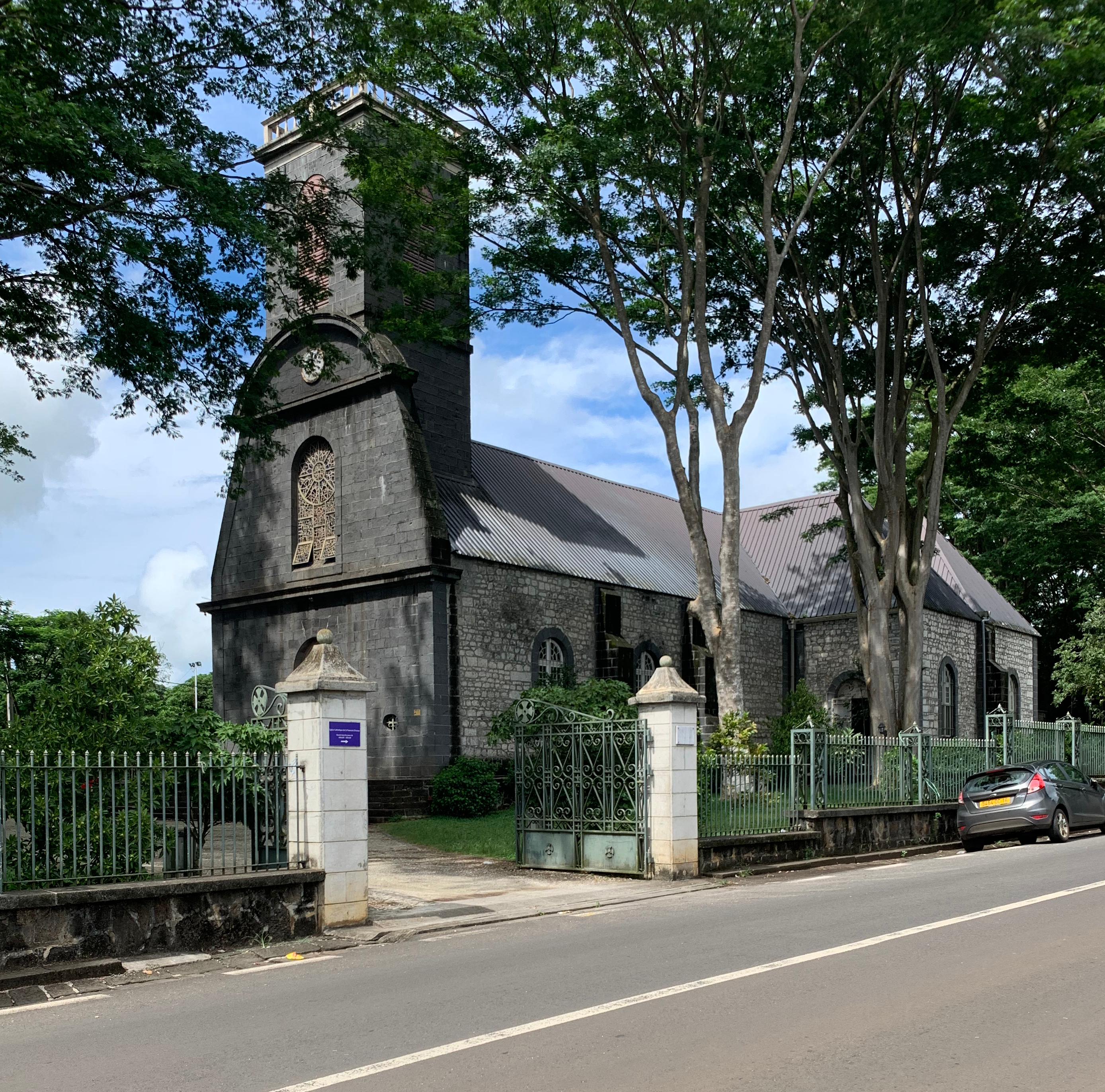
كنيسة القديس فرنسيس في بور لويس.

حصلت موريشيوس على استقلالها عام 1968 ولم يكن هناك دين للدولة محدد في الدستور؛ حيث لم يكن للأمة سكان أصليون ولا أي قبائل أصلية أو دين تقليدي. تم الاعتراف بالمنظمات الدينية الموجودة في وقت الاستقلال، وهي الكنيسة الرومانية الكاثوليكية، وكنيسة إنجلترا، والكنيسة المشيخية، والسبتيين، والهندوس، والمسلمين بموجب مرسوم برلماني. يحمي الدستور والقوانين الأخرى حرية الدين، وتحصل المجموعات التي اعترفت بها الحكومة قبل الاستقلال على مبلغ سنوي لدفع أتباعها. تسمح الحكومة للجماعات التبشيرية في الخارج بالعمل على أساس كل حالة على حدة، على الرغم من عدم وجود قواعد تُحظر أنشطة التبشير. يجب على المبشرين الحصول على تصريح إقامة وتصريح عمل للعمل في البلاد، والتي يتم توفيرها لمدة أقصاها ثلاث سنوات، دون أي تمديد. هناك الكثير من الإجازات الرسمية، ومعظمها ديني مما يدل على عدم تجانس الأديان. وفقًا لتقرير الحرية الدينية الدولية لعام 2012 الذي نشرته وزارة الخارجية الأمريكية، لم يكن هناك أي انتهاكات دينية. ويشير التقرير أيضًا إلى أن أتباع الديانات الأخرى يزعمون أن الهندوس لديهم أغلبية في الحكومة، بينما يسعى الهندوس إلى سياسة مناهضة للتحول إلى ديانات أخرى.
وفقاً لتعداد السكان عام 2011 بلغت نسبة المسيحيين حوالي 32.7% من مجموع السكان، وهي ثانية مجموعة دينية بعد الهندوس التي تبلغ نسبتهم 48% من السكان. ويشكل المسيحيون الأغلبية السكانية في جزيرة رودريغوس وضاحية النهر الأسود. يتوزع المسيحيين في الجزيرة بين ثلاث مجموعات كبيرة وهي الفرنسيين الموريشيوسين والكريول والصينيين الموريشيوسين، ويعتنق غالب الفرنسيين الموريشيوسين والكريول المسيحية ديناً على المذهب الروماني الكاثوليكي، كما أنَّ الغالبية من الصينيين الموريشيوسين من أتباع الكنيسة الكاثوليكية (90%)، ويعود ذلك نتيجة للتحول الديني خلال الحقبة الإستعمارية. يحتفظ المسيحيون من أصول صينية في موريشيوس، وخاصة أفراد الأجيال الأكبر سناً، أحيانًا بتقاليد معينة من البوذية. وهناك نسبة هامة من الهنود الموريشيوسين الكاثوليك.
يُميل الكريول إلى أن يكونوا أكثر تقليديًا وأكثر تدينًا، وتبنَّى الكاثوليك الكريول العديد من عناصر الثقافة الكاثوليكية اللاتينيّة ومنها الصلاة في اللغة اللاتينية. وعلى النقيض من الوضع في البلدان الأفريقية الكاثوليكية الأخرى لا تعتبر المسيحية في موريشيوس دين أفريقي.

## ديموغرافيا

### التعداد السكاني
| التعداد السكاني (2011) | التعداد السكاني (2011) |
| --- | ---------------------- |
| الديانة | مجمل السكان %          |
| هندوسية | 48                     |
| الكاثوليكية | 26                     |
| الإسلام | 17                     |
| طوائف مسيحية أخرى | 6                      |
| أديان أخرى | 3                      |
| * أديان أخرى - البوذية وغيرها |                        |
| * الطوائف المسيحية الأخرى - أدفنتست، والأنجليكانية، والخمسينية، والمشيخية، والإنجيلية، وشهود يهوه وكنيسة يسوع المسيح لقديسي الأيام الأخيرة |                        |

### الإنتشار
| المرتبة | الضواحي              | % رومان كاثوليك | % مسيحيون |
| ------- | -------------------- | --------------- | --------- |
| 1       | رودريغوس             | 90.9            | 97.7      |
| 2       | النهر الأسود         | 45.9            | 56.6      |
| 3       | بور لويس             | 34.7            | 41.4      |
| 4       | ضاحية بلاينز ويليمز  | 28.9            | 36.8      |
| 5       | ضاحية السافانا       | 19.4            | 24.1      |
| 6       | ضاحية بومبليموس      | 19.4            | 25.1      |
| 7       | ضاحية الميناء الكبير | 17.8            | 23.4      |
| 8       | ضاحية نهر ريمبارت    | 15.8            | 25.1      |
| 9       | ضاحية فلاك           | 15.0            | 19.7      |
| 10      | ضاحية موكا           | 13.4            | 18.1      |

## الطوائف المسيحية

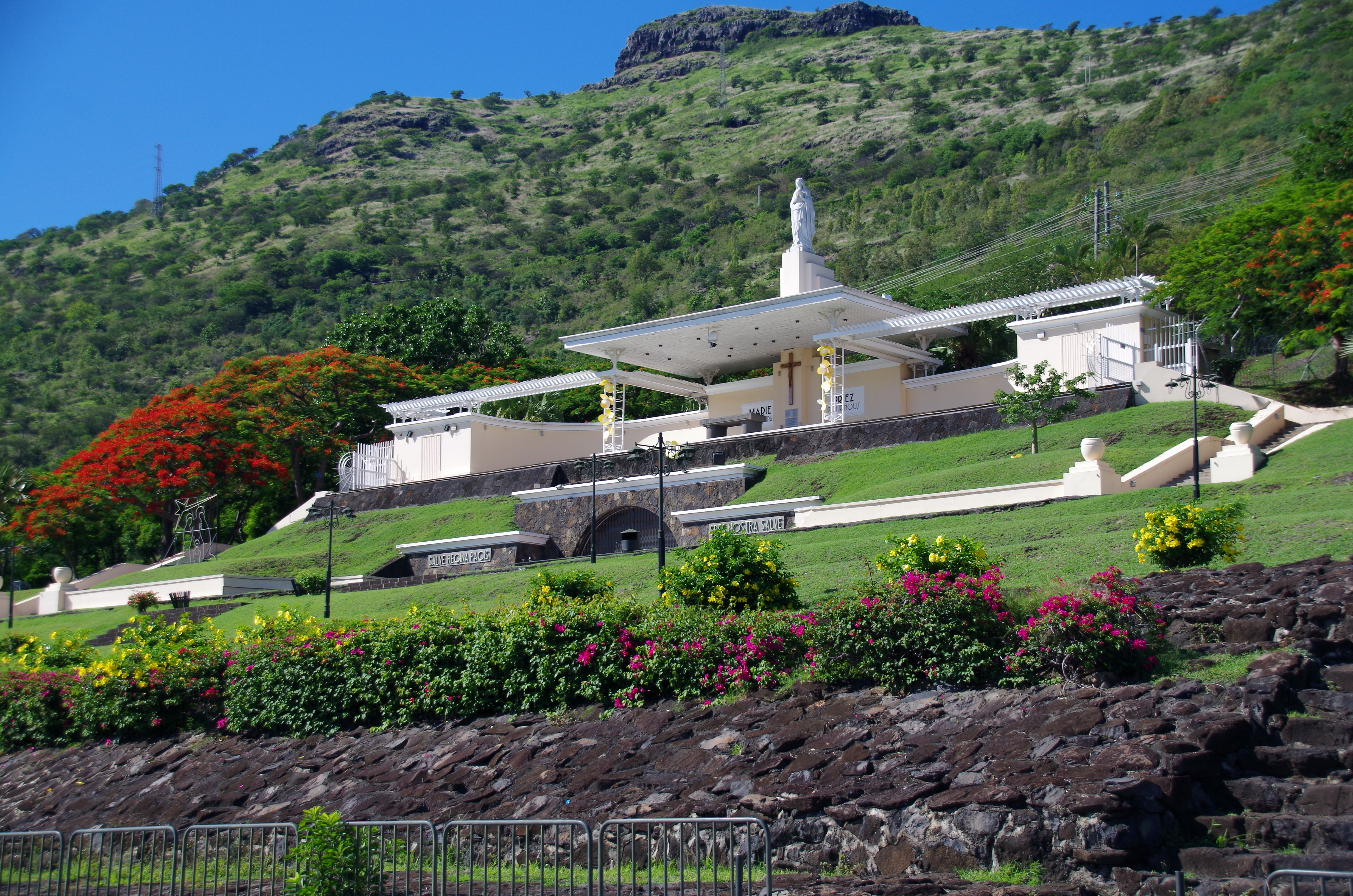
مقام العذراء في بور لويس.

تعد الكنيسة الرومانية الكاثوليكية مذهب أغلبية المسيحيين في البلاد، ويشكل أتباعها حوالي 26% من مجموع سكان موريشيوس أي حوالي 324,811 نسمة، في حين أنَّ باقي الطوائف المسيحية تمثلّ حوالي 6% من مجموع السكان. وتتوزع باقي الكنائس المسيحية بين الأدفنتست (4,428 عضو)، والكنيسة الأنجليكانية (2,788 عضو)، والخمسينية (6,817 عضو)، والكنيسة المشيخية، والإنجيلية، وشهود يهوه (2,173 عضو) وكنيسة يسوع المسيح لقديسي الأيام الأخيرة. ويشكل المسيحيين الغالبية السكانية في رودريغوس وضاحية النهر الأسود.
يعود حضور التقليد الإصلاحي البروتستانتي في موريشيوس يعود إلى عام 1598 خلال الفترة الإستعمارية الهولندية. وتُعد الكنيسة المشيخية في موريشيوس وريثة للتقاليد الإصلاحية، ولكن على الرغم من وجود ثلاث رعايا تابعة للكنيسة، لا أن لديها صلات قوية مع الرعايا في اسكتلندا وفرنسا وسويسرا. ويُعتقد أن الطائفة الرومانية الكاثوليكية وصلت من خلال الفرنسيين خلال عام 1721. وهي جزء من المؤتمر الأسقفي للمحيط الهندي، ويتوزع الكاثوليك على سبعة وأربعين أبرشية ويقوم برعايتهم الروحية سبعة وتسعين كاهن وذلك اعتباراً من عام 2001. وقد دخلت الكنيسة الأنجليكانية موريشيوس من خلال البريطانيين من 1810 وفي العصر الحديث، هو جزء من المقاطعة الكنسيَّة للمحيط الهندي وتضم ستة عشرة أبرشية وحوالي 12 كاهن وذلك اعتباراً من عام 2001.

## معرض الصور

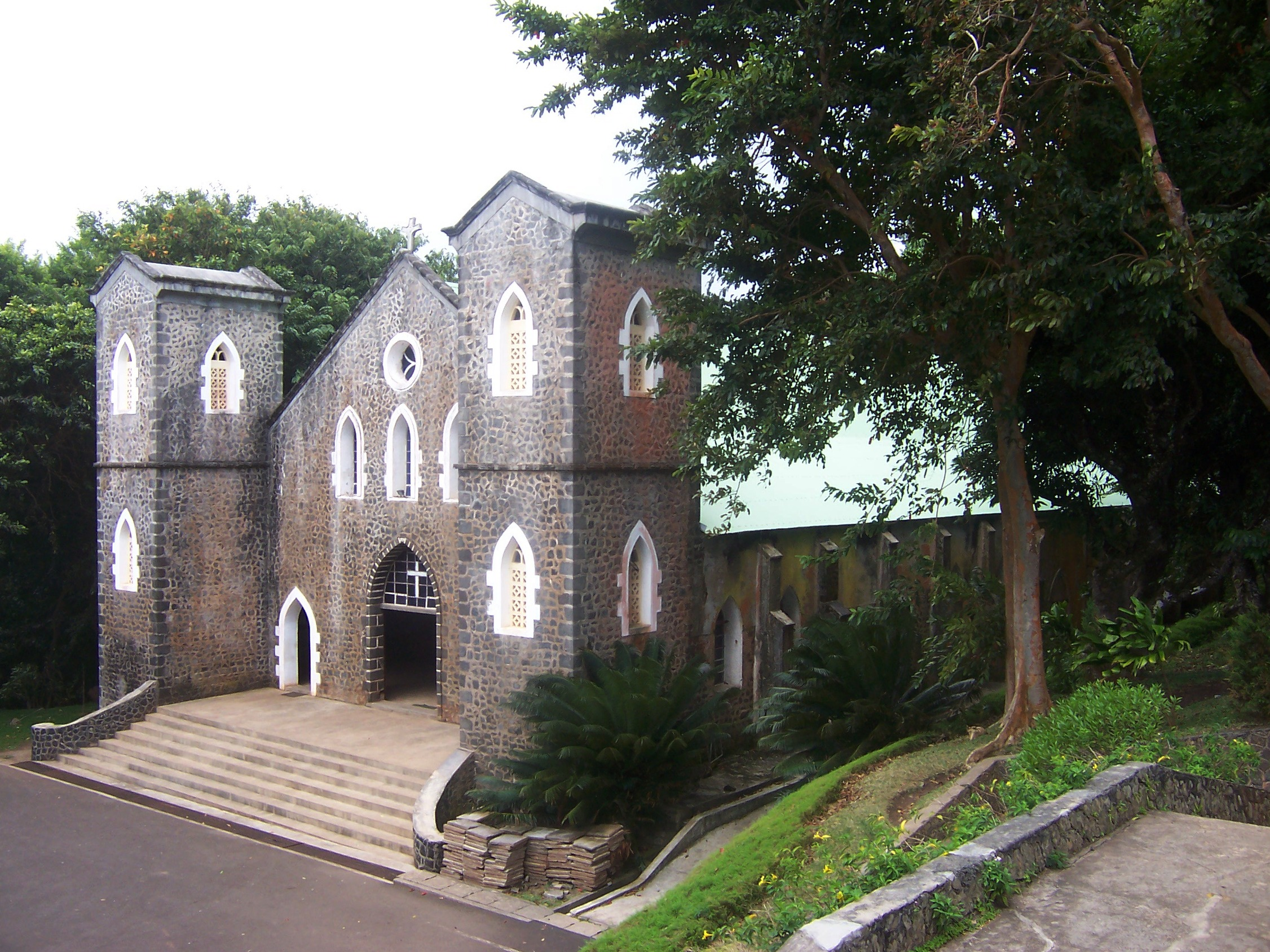
الكاتدرائية الملاك جبرائيل الكاثوليكية في جزيرة رودريغوس
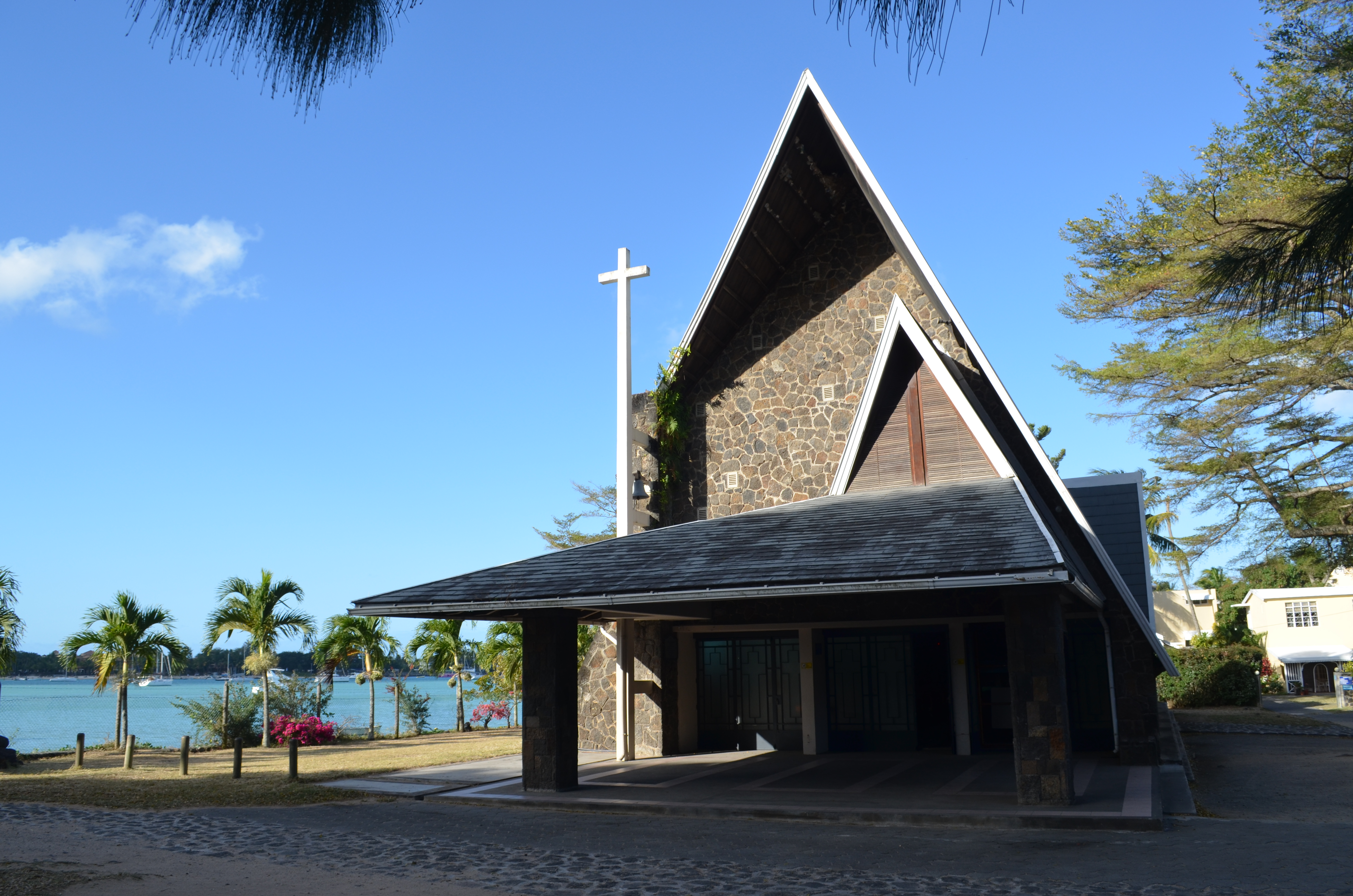
كنيسة القديسة أنجيس جاردينز في غراند باي
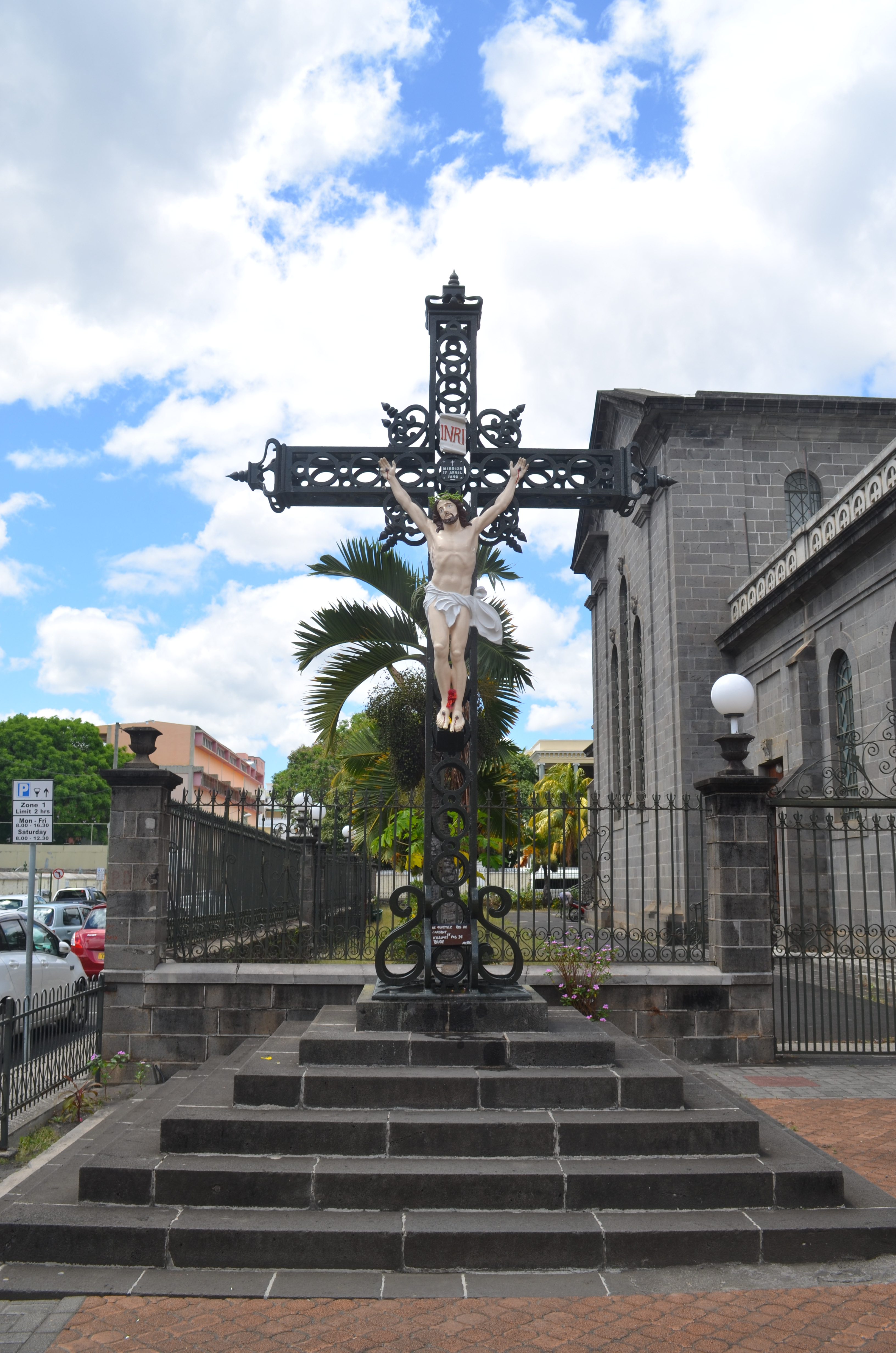
صليب في باحة كنيسة القديس لويس في بور لويس
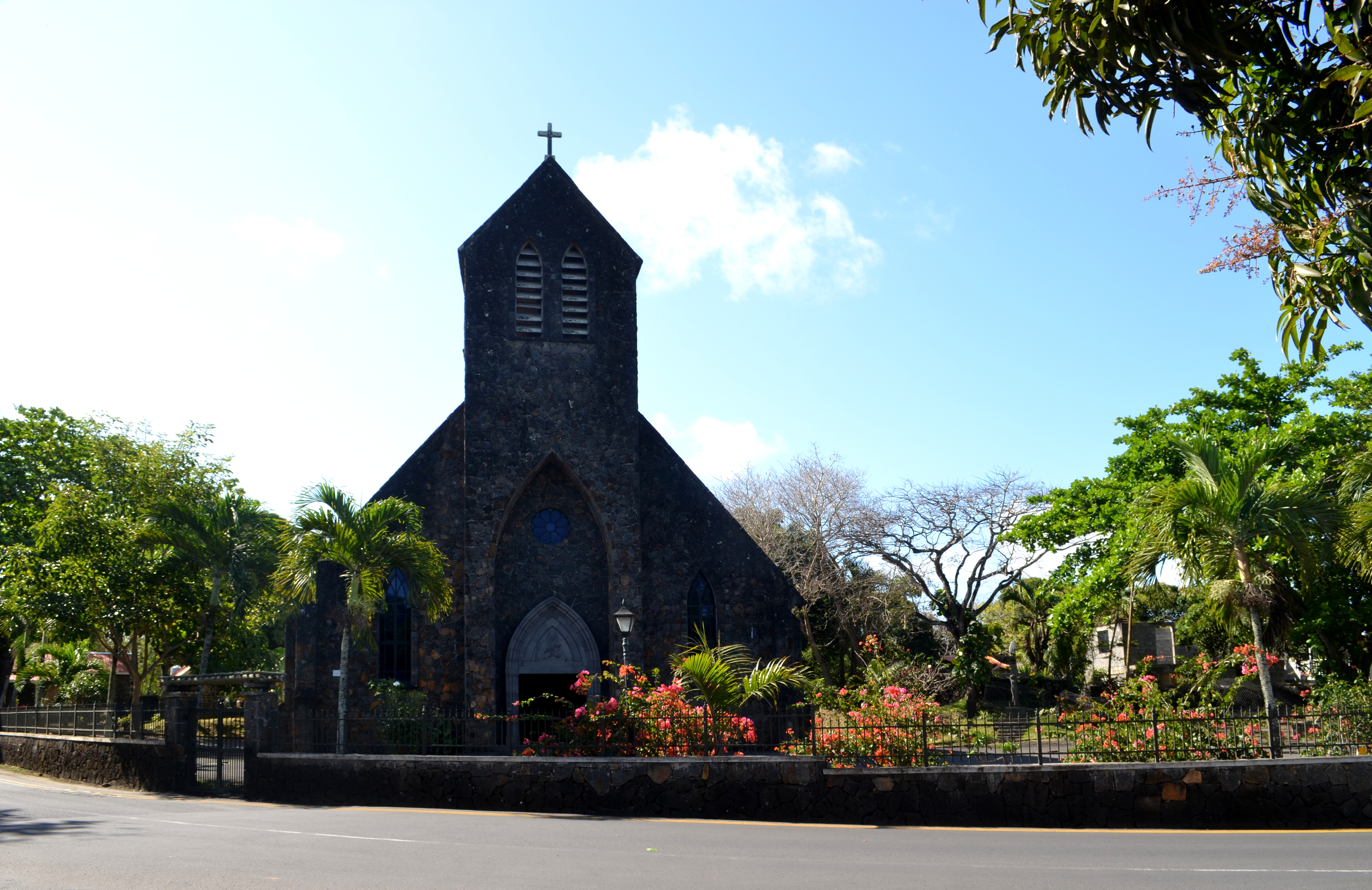
كاتدرائية نوتردام في مقاطعة فلاسك
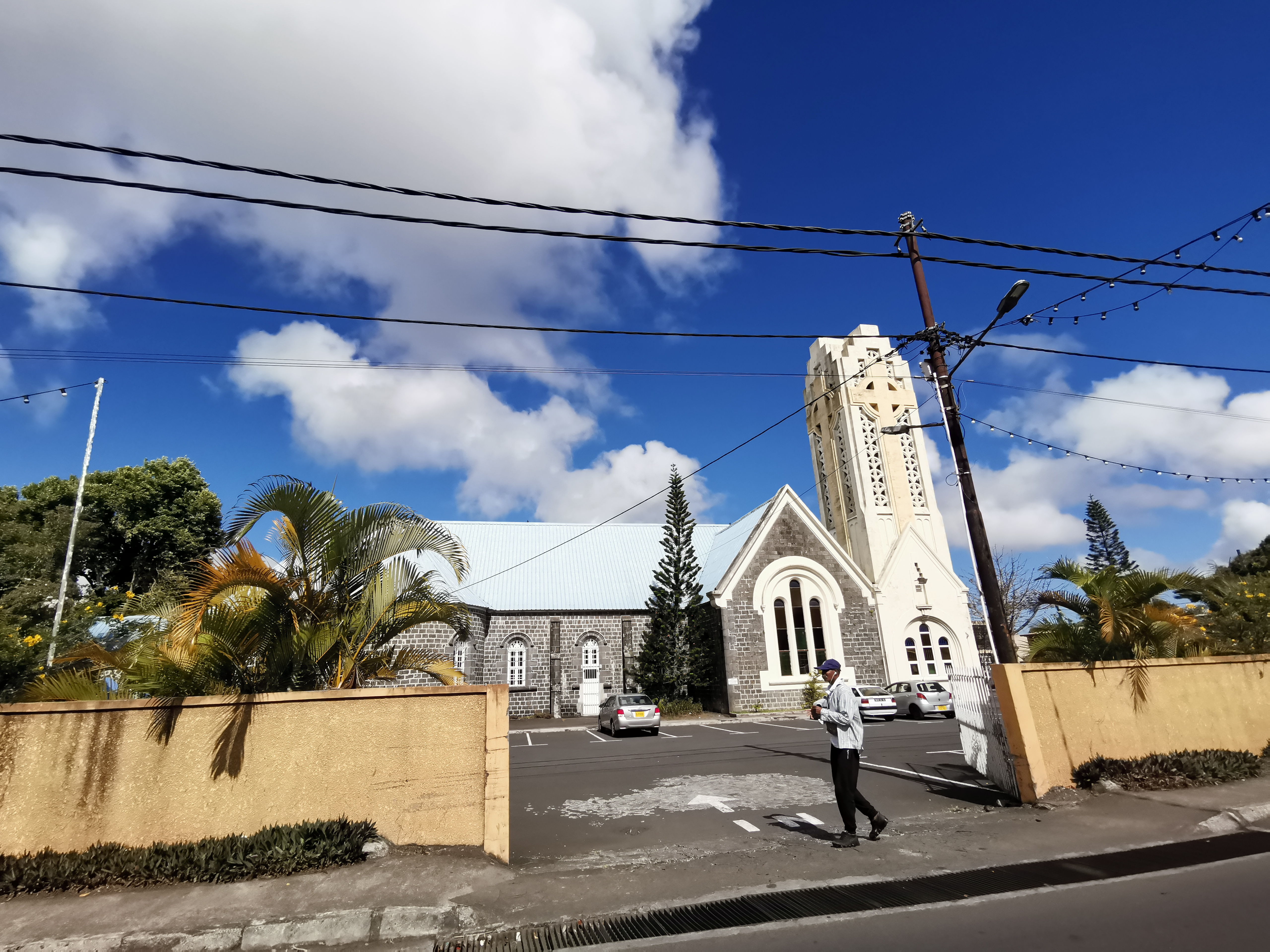
كنيسة زيارة العذراء الكاثوليكية في كواتر بورنيس